# Subaru 360
De Subaru 360 (intern K111) is een van 1958 tot 1971 geproduceerde tweedeurs dwergauto van het Japanse automerk Subaru. Het was het eerste massaproductiemodel van het merk.

## Beschrijving
Uiterlijk had de Subaru 360 enige overeenkomsten met de Volkswagen Kever en Fiat 500 Nuova, technisch echter meer met de Goggomobil. De 360 had een vergelijkbare rol in de motorisering van de Japanse bevolking, zijn Japanse bijnaam luidt meikever in het Nederlands; de Subaru was echter qua productieaantallen veel minder succesvol dan de Volkswagen Kever.
De luchtgekoelde tweecilinder tweetaktmotor zat achterin en dreef de achterwielen aan. De cilinderinhoud van 356 cm³ was net onder de tot eind 1975 geldende bovengrens van 360 cm³ voor de in Japan fiscaal bevoorrechte mini-auto's (kei cars).
Andere technische kenmerken waren een zelfdragende carrosserie met een dak van glasvezelversterkte kunststof, trommelremmen rondom en een drieversnellingsbak. Vanaf het midden van de jaren zestig was het ook mogelijk om een vierversnellingsbak (vierde versnelling als overdrive) te bestellen. Opvallend zijn de naar achteren scharnierende deuren. Het eerste model had maar één ruitenwisser aan de bestuurderszijde.
Aanvankelijk leverde de motor van de 360 16 pk. Het assortiment werd later uitgebreid met de 23 pk 423 cm³ motor (de Subaru 450, intern K212). Met die laatste motor bereikte de auto een topsnelheid van rond de 90 km/u en accelereerde in ongeveer 36 seconden naar 80 km/u. Het door de fabriek opgegeven normverbruik van 3,6 liter per 100 kilometer kon in de praktijk bij lange na niet worden gehaald; tijdens een test werd een waarde van 8,4 liter bepaald.
Naast de tweedeurs sedan was er een stationwagen (360 Custom, intern K142), een cabriolet en twee verschillende sportversies. De 360 Young S had een iets krachtigere motor, toerenteller en een zwart dak met witte bies. De 360 Young SS had 36 pk sterke motor met dubbele carburateur. 
In 1961 werd de Subaru Sambar geïntroduceerd, een van de 360 afgeleide kleine bestelwagen. De Subaru 360 werd in 1968-1970 ook kort in de Verenigde Staten geïmporteerd door Malcolm Bricklin, maar zonder noemenswaardig succes. De productie eindigde in mei 1970, de opvolger was de Subaru R-2. Van de 360 en 450 werden 392.016 exemplaren gemaakt.

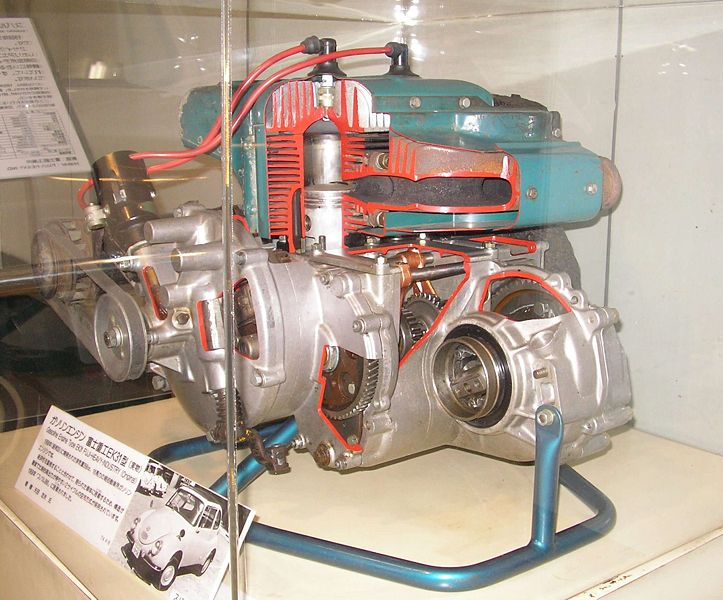
Opengewerkte versie van de EK31-motor van de Subaru 360
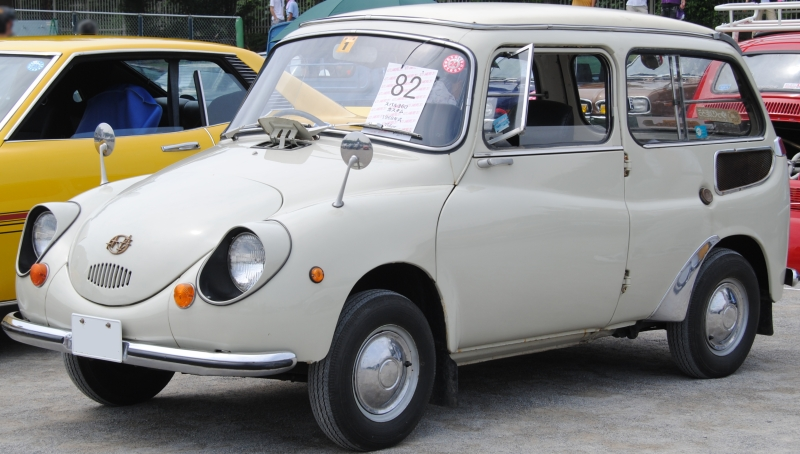
Subaru 360 Custom
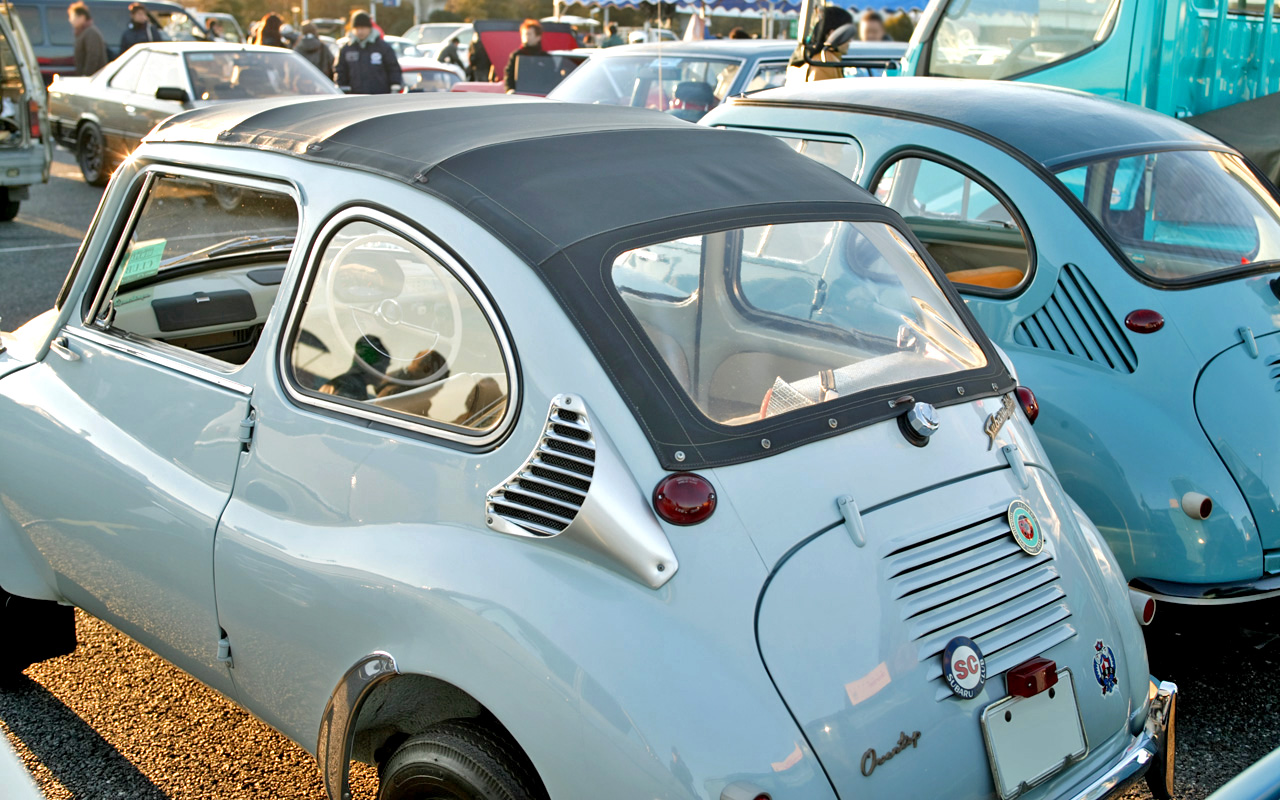
Subaru 360 cabriolet
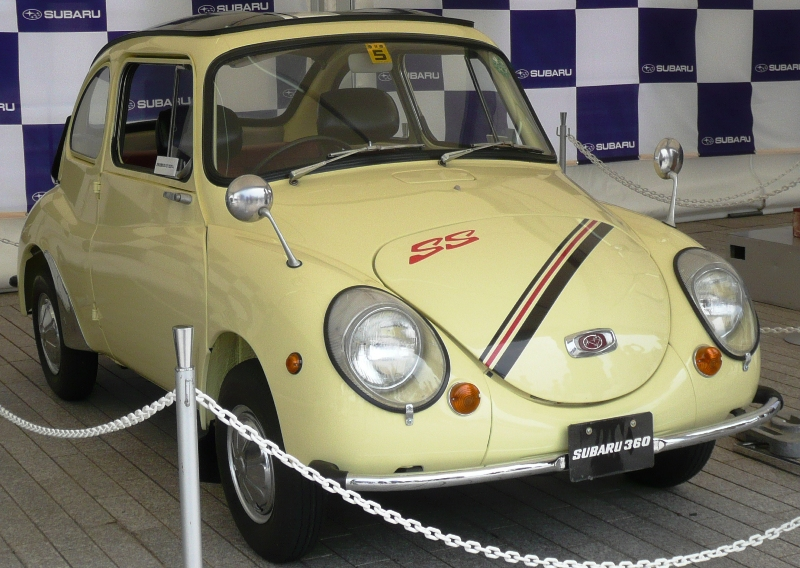
Subaru 360 Young SS

In productie:
Impreza ·
WRX STi ·
XV · 
Forester ·
Levorg ·
Legacy ·
Outback ·
BRZ

Niet meer geproduceerd:
360 · 
Sambar · 
R-2 · 
Rex (Mini Jumbo) ·
Vivio ·
Exiga ·
Justy/G3X Justy ·
1000 ·
Traviq ·
Baja ·
E-wagon (Libero) · 
1500 ·
Leone · 
Trezia · 
XT · 
SVX ·
Tribeca

Conceptauto's:
Viziv ·
B5-TPH ·
Hybrid Tourer ·
B11S